# Morgana Ignis
Morgana Ignis (Northridge, Los Ángeles, California, 19 de mayo de 1989) es una actriz, titiritera y escritora estadounidense. Interpretó a Severus Snape en el cortometraje de aficionados Severus Snape and the Marauders, trabajó como titiritera en The Jim Henson Company y ha sido la intérprete de voz de Sallie May en la serie de animación Helluva Boss. Es la primera actriz trans en aparecer en la saga Star Wars.

## Carrera
Trabajó como animadora stop motion en programas como Robot Chicken y Moral Orel antes de estudiar interpretación y movimiento, lo que la llevó a una carrera en la interpretación como criaturas de ciencia ficción y películas de terror, al igual que como cosplayer profesional en convenciones.
Interpretó a Severus Snape en el cortometraje de 2016 Severus Snape and the Marauders. También es conocida por su trabajo en la comedia de terror Stan Against Evil, donde interpreta a varios personajes recurrentes.
Morgana empezó a trabajar en The Jim Henson Company después de que Kirk Thatcher la trajera como intérprete corporal en The Curious Creations of Christine McConnell para el goliath Edgar y más tarde como titiritera en Earth to Ned interpretando a Ned. Ignis explica que su trabajo en la serie de televisión permitió que su transición fuera más fácil, dado que estaba dentro de un aparejo gigante que podía vestir en el trabajo de la forma que ella prefiriera. Acudió a los ensayos el primer día maquillada y con vestido, lo que en aquel momento supuso un cambio sutil de presentación debido a su anterior aspecto andrógino, y pidió ser presentada a las estrellas invitadas como "Morgana" en lugar de su deadname cuando empezó la producción. Tras preguntarle a su productor, que lo conversó con Brian Henson, éste le dijo que si prefería que la presentaran a los invitados como Morgana, también la llamarían por ese nombre en el trabajo.
A partir de 2021 ha sido la intérprete de voz de Sallie May en la serie animada de YouTube Helluva Boss, al tiempo que ha sido consultada sobre la representación de la personaje trans por el equipo de producción. En 2022 interpretó a dos alienígenas diferentes en la serie web de Disney+ Obi-Wan Kenobi, convirtiéndose en la primera actriz trans en una producción oficial de Star Wars, precediendo a Abigail Thorn.
Morgana forma parte del reparto del cortometraje de Abigail Thorn Dracula's Ex-Girlfriend junto a Brandon Rogers, quien también actúa en Helluva Boss.

## Vida personal
Su padre trabaja en la industria musical como ingeniero de estudio, lo que la inspiró a buscar lugares y trabajos creativos.Ignis es una mujer transgénero.

## Filmografía

### Películas
| Año  | Título                          | Papel         | Notas / Ref   |
| ---- | ------------------------------- | ------------- | ------------- |
| 2016 | Severus Snape and the Marauders | Severus Snape | Rol principal |
| 2017 | The Sandman                     | Sandman       | Rol principal |
| 2022 | Moon Garden                     | Teeth         | Rol principal |
| TBA  | Dracula's Ex-Girlfriend         | Fay           | Rol principal |

### Televisión
| Año          | Título                                       | Papel                                     | Notas / Ref                                                        |
| ------------ | -------------------------------------------- | ----------------------------------------- | ------------------------------------------------------------------ |
| 2016-2018    | Stan Against Evil                            | Stella Stanas                             | Rol recurrente                                                     |
| 2016-2018    | Stan Against Evil                            | El Baphomet                               | Rol recurrente                                                     |
| 2016-2018    | Stan Against Evil                            | Ida Putnam                                | Rol recurrente                                                     |
| 2016-2018    | Stan Against Evil                            | Haurus                                    | Rol recurrente                                                     |
| 2016-2018    | Stan Against Evil                            | Priscilla anciana                         | Rol recurrente                                                     |
| 2018         | The Curious Creations of Christine McConnell | Edgar                                     | Body performance                                                   |
| 2020-2021    | Earth to Ned                                 | Ned                                       | Titiritera                                                         |
| 2021-present | Helluva Boss                                 | Monstruo bagre                            | Intérprete de voz Coguionista de "Helluva Shorts 1: Hell's Belles" |
| 2021-present | Helluva Boss                                 | Sallie May                                | Intérprete de voz Coguionista de "Helluva Shorts 1: Hell's Belles" |
| 2022         | Obi-Wan Kenobi                               | Extraterrestre de cuello largo sin nombre | Titiritera                                                         |
| 2023         | BRYCE                                        | Florence                                  | [ 5 ]                                                              |